# Ahmed Mohammed Ali
Ahmed Mohammed Ali (né le 24 novembre 1985), est un coureur cycliste libyen.

## Palmarès
- 2007
  - Tour de Libye :
    - Classement général
    - 1re étape

  - 2e étape du Tour de la Pharmacie Centrale
  - Tour des aéroports
  - 2e du Grand Prix de Sharm el-Sheikh 
  - 3e du Grand Prix de la ville de Tunis
  - 3e du championnat de Libye sur route
  - 3e de l'UCI Africa Tour
  -  Médaillé de bronze de la course en ligne aux Jeux panarabes
- 2008
  - 2e du H. H. Vice-President's Cup
  - 2e de l'International Grand Prix Doha
  - 3e du championnat de Libye sur route
- 2010
  - 2e du championnat de Libye sur route

## Classements mondiaux
| Année           | 2007 | 2008 | 2009 |
| --------------- | ---- | ---- | ---- |
| UCI Asia Tour   |      | 78e  | 83e  |
| UCI Africa Tour | 3e   | 29e  | 65e  |